# Upupa epops-kalops
Upupa epops-kalops är en fiktiv maträtt som förekommer i den svenske författaren Falstaff, fakirs framställning av alfabetet ("ABC") i sitt verk En hvar sin egen professor från 1894.
Det fulla citatet lyder Upupa epops-kalops / kan man propsa i en mops. Upupa epops är den latinska benämningen på härfågel.